# حقوق الإنسان في الصومال
اعتبرت حقوق الإنسان في الصومال خلال أواخر القرن العشرين وبدايات القرن الواحد والعشرين مريعة، لكنها تحسنت بالتدريج خلال السنوات. يضمن الدستور الفدرالي حقوق الإنسان، وقد أقر في آب 2012، وتقع حقوق الإنسان ضمن عمل وزارة حقوق الإنسان التي تأسست عام 2013. كما أعلنت السلطات المركزية بالتزامن مع ذلك عن يوم حقوق الإنسان الوطني، وصادقت على خارطة طريق حقوق الإنسان الرسمية. وأكملت سياسة النوع الجنسي الأولى في الصومال.
كما أسست فريق عمل لحقوق الإنسان في شباط 2013 لزيادة ترسيخ حماية حقوق الأفراد. ونظمت الحكومة الاتحادية في كانون الأول 2014 حملة توعية عامة، وأقرت قانون حماية الطفل الوطني المؤلف من 54 نقطة وأنهت تشريع وثيقة لجنة حقوق الإنسان. ووفقا لخبير الأمم المتحدة في حقوق الإنسان المستقل في الصومال، فقد تحسنت حماية حقوق الإنسان تدريجيا بالإصلاحات المؤسساتية والدستورية الممتدة.

## فريق عمل حقوق الإنسان
في بدايات شباط 2013 أطلق رئيس الوزراء السابق عبدي فرح شيردون فريق حقوق الإنسان المستقل لتعزيز حماية الحقوق الفردية. وقد تشكلت هذه اللجنة المؤلفة من 13 متطوعا بعد مشاورات مطولة مع مجموعات المجتمع المدني والمتحدث باسم البرلمان محمد عثمان جواري. وترأسها المحامية البارزة عن حقوق الإنسان مريم يوسف شيخ علي، وهي إحدى النساء الأربعة في اللجنة، كما ضم فريق العمل مربيا وناشط سلام وقادة منظمات المرأة الصومالية وضباط شرطة كبار وناشط حملات في المجال الإنساني وقائد ديني وممثلين إعلاميين.
ووكلت لها مهمة التحقيق في ادعاءات بانتهاكات لحقوق الإنسان وترويع الصحفيين، وخطط للجنة بعد ثلاثة أشهر من التفويض أن تنشر تقريرا عن النتائج التي توصلت إليها وأن تقترح مسارات للعمل. وسيفسح فريق العمل هذا في النهاية الطريق للجنة حقوق إنسان برلمانية دائمة يكون من صلاحياتها التحقيق في الادعاءات على فترات أطول.

## وزارة حقوق الإنسان
في نهاية آب 2013 أسس رئيس الوزراء شردون الوزارة الأولى المختصة بحقوق الإنسان. وأعلنت السلطات الفدرالية بالتزامن مع ذلك يوم 27 آب يوم الصومال الوطني لحقوق الإنسان. وصادقت على خارطة طريق حقوق الإنسان التي تحدد واجبات الحكومة ومعايير لتحققها الحكومة ضمن إطار زمني من سنتين.
وفي 17 كانون الثاني 2014 قام رئيس الوزراء الجديد عبد الولي شيخ أحمد بجمع وزارة حقوق الإنسان مع شؤون المرأة لتشكيل وزارة المرأة وحقوق الإنسان. وتقودها خديجة محمد ديري.

## حقوق المرأة
في 1 آب 2012 أُقر دستور فدرالي جديد تضمن عدة نصوص قانونية تتعلق بالمساواة كما طرحتها لجنة الخبراء. وتضمن المادة 11 من الدستور الفيدرالي المعاملة العادلة لكل المواطنين بغض النظر عن نوعهم الجنسي.
ومنذ حينها نالت المرأة تمثيلا أكبر في المجال العام. ووفقا للاتحاد البرلماني الدولي فإن 30% من مقاعد البرلمان الاتحادي الصومالي محجوزة بشكل قانوني للمرأة. وقد حمت المستشارة البرلمانية الصومالية هودان أحمد وقادة سياسين من النساء هذا النصاب. كما ساعدت هودان في تشكيل رابطة المرأة الصومالية البرلمانية في عام 2009 في البرلمان الفدرالي الانتقالي السابق. وفي تشرين الثاني عام 2012 عين رئيس الوزراء شيردون امرأتين في مجلس الوزراء، وهما فوزيو يوسف حاجي عادان  as المرأة الأولى في منصب وزير خارجية، ومريم قاسم وزيرة للتنمية الاجتماعية.
وفي حزيران 2013 بدأت الحكومية الفدرالية بصياغة سياسة النوع الجنسي الوطنية الأولى وانتهت المبادرة في آب بقيادة الوزيرة مريم قاسم وهدفت إلى تمكين المرأة وتعزيز المساواة بين الجنسين وحماية حقوق المرأة.
وفقا لبرنامج الأمم المتحدة الإنمائي، كان أكثر أنواع العنف التي تواجهها النساء والرجال في عام 2012 الاعتداءات الجسدية (50% من حالات الجرائم وفق التقارير) يليها جرائم الممتلكات (32%) وكان المعدل الإجمالي للعنف الجنسي وفق التقارير منخفضا، حيث كان المعدل السائد في البلاد يتراوح بين 2% إلى 13%. وأشار برنامج الأمم المتحدة الإنمائي أن هذا يمكن أن يعزى إلى إحجام من جانب الفتيات الشابات للإخبار عن هذه الحالات بسبب وصمة العار الثقافية والاجتماعية المترسخة، رغم أن الذكور الشباب كانوا أكثر احتمالا للإبلاغ عن الجرائم بشكل عام.
حدثت معظم حالات الاعتداءات الجنسية خلال فترة التمرد في جنوب الصومال. وخلال الربع الأول من عام 2013، اصدرت منظمة العفو الدولية تقريرا يفيد بأن 56.7% من الضحايا في مقاديشو كانوا من المهجرين داخليا. ووفقا لهيومن رايتس ووتش، طورت الحكومة في عام 2013 خططا إصلاحية قضائية وأمنية شاملة، لكنها لم تفِ بهذه الالتزامات بعد. وعلى الأقل حوكمت امرأتين ممن بلغوا عن الاغتصاب بسبب المراوغة، لكن أطلق سراحهما في الاستئنافات اللاحقة.
وفي سبيل التعامل مع المشكلة كانت السلطات المركزية في كانون الأول 2013 تقوم بإجراءات تشكيل وحدة الجرائم الخاصة للتحقيق ولمواجهة العنف القائم على النوع الجنسي، بالإضافة لإنشاء عيادة مرافقة لضحايا الاعتداءات الجنسية. وبالتزامن مع ذلك كانت القوى القضائية والأمنية والشرطة تتلقى تدريبا خاصا بكل نوع جنسي كجزء من الجهود الإصلاحية الأكبر. وفي حزيران 2014 أطلقت الحكومة الصومالية أيضا خطة العمل الوطنية ضد العنف الجنسي بالترافق مع مجموعات مجتمع مدني محلية. وكجزء من المبادرة، نظمت وزارة المرأة وحقوق الإنسان في كانون الأول 2014 حملة توعية عامة في العاصمة على أهمية حقوق الإنسان وكيف يمكن للمواطنين ضمان حمايتهم. كما أتمت تشريعا لوثيقة لجنة حقوق إنسان جديدة.
ووفقا لتقديرات منظمة الصحة العالمية عام 2005 فإن 97.9% من النساء الصوماليات تعرضن لتشويه الأعضاء الأنثوية. وهي عادة تسبق الزواج موطنها شمال شرق أفريقيا وأجزاء من الشرق الأدنى. وتشجعها نساء في المجتمع بهدف ردع ممارسة الجنس غير الشرعية ولتوفير الحماية من الاعتداء. وبحلول عام 2013 أصدرت اليونيسيف بالتعاون مع السلطات الصومالية تقريرا أفاد بأن معدل انتشار العادة بين الفتيات ضمن الأعمار من 1 إلى 14 عاما في إقليمي بونتلاند وصوماليلاند المستقلين قد انخفضت بمعدل 25% إثر حملات التوعية الاجتماعية والدينية. كما حظرت المادة 15 من الدستور الفدرالي هذه الممارسة رسميا.
ومن بين ناشطي حقوق الإنسان البارزين عضو لجنة الخبراء الدستورية حنان إبراهيم التي تقوم بمهمة رئيسة شبكة بارنت للمرأة المسلمة، وحوا عدن محمد رئيسة مركز غالكايو التعليمي للسلام والتنمية، وفارتون عدن وابنتها إلواد علمان مؤسستي مركز علمان للسلام وحقوق الإنسان في مقديشو.

## حقوق الطفل
عرفت المادة 29 من الدستور الوطني الصومالي الطفل بأنه أي فرد تحت عمر الثامنة عشرة، وينص أن «لأي طفل الحق في الحماية من سوء المعاملة والإهمال والإيذاء الجسدي والإهانة».
وفقا لليونيسيف، أفاد 82% من الأطفال في الصومال عام 2006 أنهم يشعرون بالأمان في أحيائهم خلال النهار، و13% شعروا بالأمان إلى حد ما، و4% قالوا بأنهم لايعرفون أو غير متأكدين، بينما قال 0% منهم بأنه يشعر بعدم الأمان.
أما بالنسبة للأمان في الليل، فقال 53% بالشعور بالأمان في أحيائهم و25% يشعرون بالأمان إلى حد ما و4% أشاروا إلى أنهم يشعرون بعدم الأمان إلى حد ما، و 1% يشعرون بعدم الأمان بشدة، بينما صرح 16% بأنهم لايعلمون أو غير متأكدين.
وفيما يخص حالات العنف بين العائلة أو الأصدقاء وضد الأطفال، أبلغ 72% من أطفال المناطق الحضرية بعدم وجود هذه الحالات، بينما أكد 20% حدوثها. وأشار 90% من الأطفال بأنهم لم يكونوا أنفسهم ضحايا العنف، بينما قال 10% أنهم كانوا ضحايا للعنف. ومن بين أنواع العنف التي مرت بها العائلات والأصدقاء والأطفال، يشكل أغلبها السطو (37%) يليها الاعتداء (28%) والاغتصاب (19%) وقتل أحد افراد العائلة (11%) والاعتداء اللفظي (11%) والإبادة الجماعية والحرب (8%) والاختطاف (6%) والضرب والضرب الشديد بعصا (4%) والشجار (3%) وعنف غير محدد (2%).
وفيما يتعلق بمدى الثقة التي يملكها الأطفال بالجماعات الاجتماعية المتنوعة، أشاروا بأن أكثر من يثقون به أمهاتهم (85% كليا، 7% إلى حد بعيد) وآباؤهم (71% كليا، و15%إلى حد بعيد) كما أكدوا بأن أقل من يثقون به هم الشرطة (3% ليس كثيرا، 7% مطلقا) ووسائل الإعلام (3% ليس كثيرا، 5% لا مطلقا). بالإضافة إلى ذلك، نقل أغلبية الأطفال عن وعيهم بحقوقهم (78%) بالإضافة لحقهم بالتعليم (72%) وحقهم بعدم الإيذاء أو سوء المعاملة (63%) وحقهم بالرعاية الصحية (62%) وهي مايعرفه أكثرهم.
وفيما يتعلق بالمدى الذي تُحترم فيه الحقوق المتنوعة في الصومال، شعر معظم الأطفال بأن حقوقهم الأساسية محترمة، بما فيها حقهم بالتعليم (58% كليا، 19% إلى حد بعيد، 3% ليس إلى حد بعيد، 1% لا مطلقا، 11% لا يعرفون، 7% لم يجيبوا) والحق بعدم سوء المعاملة (46% كليا، 24% إلى حد بعيد، 4% ليس إلى حد بعيد، 5% لا مطلقا، 14% لا يعرفون، 8% لم يجيبوا) والحق بالرعاية الصحية (52% كليا، 22% إلى حد بعيد، 3% ليس إلى حد بعيد، 3 لا مطلقا، 12%لا يعرفون، 7% لم يجيبوا). وفيما يتعلق بسعادتهم العامة، أشار 86% من الأطفال بشعورهم بالسعادة، و10% لم يكونوا لا سعداء ولا غير سعداء، و3% غير سعداء. وأغلبية الأطفال أيضا أشاروا إلى أن نوعية علاقتهم مع آبائهم كانت جيدة جدا (72%) وجيدة (17%).
ومن حيث نسبة الأطفال العاملين مقابل النقود، أجاب 93% بأنهم لا يعملون، وأفاد 6% بأنهم كانوا يقومون بأعمال جزئية منتظمة، و6% صرحوا بأنهم كانوا يقومون بأعمال عابرة أو أعمال جزئية، و4% أكدوا بأنهم كانوا يقومون بأعمال بدوام كامل، وأفاد 64% من الأطفال بأنهم لم يقوموا بعمل غير مدفوع، و20% أفادوا بأنهم كانوا يقومون بأعمال منتظمة بدوام جزئي بدون أجر، وصرح 15% بأنهم كانوا يقومون أحيانا بأعمال جزئية عابرة غير مدفوعة، وأشار 0% بأنهم كانوا يقومون بعمل غير مدفوع بدوام كامل.
وفي آذار عام 2014 صدق رئيس الوزراء عبد ولي شيخ أحمد ثلاث اتفاقيات جوهرية مع منظمة العمل الدولية نيابة عن الجمهورية الاتحادية الصومالية، ومنها اتفاقية أسوأ أشكال عمالة الطفل. وفي كانون الأول 2014، أقر البرلمان الفدرالي أيضا قانون حماية الطفل الوطني المكون من 54 نقطة، والذي صاغته وزارة المرأة وحقوق الإنسان. بالإضافة لذلك، صدق المجلس التشريعي بالتزامن مع ذلك على اتفاقية الأمم المتحدة لحقوق الطفل. ولاحقا وقع الرئيس حسن شيخ محمد المعاهدة في كانون الثاني 2015، جاعلا من الصومال البلد المشارك المئة وخمسة وتسعين من الموقعين على الاتفاقية العالمية.

## حقوق الأقليات الإثنية
تنص المادة 11 من الدستور الوطني بأن الدولة يجب ألا تفرق بين الأفراد على أساس العرق أو اللون أو القبيلة أو الإثنية.
حصلت قبائل جبويي العاملة بالمهن، والمؤلفة من قبائل قليلة العدد وهي قبيلة مطبان يِبِر وتومال (يشار لهم بشكل جماعي باسم ساب Sab) خلال السنوات على تمثيل سياسي في الصومال، وبالتالي تحسنت حالتهم الاجتماعية العامة مع توسع المراكز الحضرية. رغم ذلك مازال الناس المنتمون إلى الأقلية الإثنية «البانتو» غالبا ما يواجهون التهميش الاجتماعي نظرا لأصولهم الأجنبية غير الصومالية.
وفي عام 2013، أعلنت الحكومة الفدرالية بأنها ستؤسس المديرية العامة لحقوق الإنسان وحقوق الأقليات وحكم القانون في مكتب رئيس الوزراء. كما أطلقت أيضا من خلال وزارة الداخلية والشؤون الفدرالية وكالة وطنية جديدة للاجئين والمهجرين داخليا، والتي أوكلت لها مهمة التشريع، والاستجابة للمبادرات، ودعم وتنفيذ ما يتعلق بالعودة وبالمهجرين داخليا.